# Portinatx
Portinatx detto anche Cala Portinatx, è uno dei centri più popolati del comune di Sant Joan de Labritja. Esso è il punto più a nord dell'isola di Ibiza e conta circa 510 abitanti. Sono presenti molti hotel, discoteche, minigolf, supermercati e ristoranti sulla spiaggia. La località è molto visitata dai turisti per le sue spiagge, il parco acquatico e il caratteristico porto. 
Portinax è composta da tre calle principali: S'arenal Gros, S'arenal Petit, S'arenal Port de Portinax. Sono collegate tra loro da una strada di nuova costruzione. Le spiagge sono per la maggior parte basse e sabbiose fino alle grotte locali dove vengono svolte attività di immersioni subacquea. 
A Portinatx è presente una torre di difesa risalente al XVII secolo, detta appunto torre di Portinax, vecchia residenza anche dell'architetto Germán Rodríguez Arias.